# Alan Gratz
Alan Michael Gratz (Knoxville (Tennessee), 27 januari 1972) is de auteur van een twintigtal romans voor jongvolwassenen, waarvan er meerdere in het Nederlands zijn vertaald. Hij schreef onder andere de romans Prisoner B-3087 (De jongen die tien concentratiekampen overleefde), Code of Honor (Erecode), Projekt 1065, Refugee (Vluchteling), Grenade (De laatste granaat) en Ground Zero (9/11)!

## Leven
Alan Gratz heeft een BA in creatief schrijven en een masterdiploma voor Engels onderwijzer, beide van de University of Tennessee, Knoxville. Tijdens zijn studie werkte hij voor de universiteitskrant, de Daily Beacon.
Een deel van zijn werk gaat over immigranten, asielzoekers en Joden. Zo worden in Refugee (2017) verhalen uit de Tweede Wereldoorlog, Cuba in de jaren 90 en hedendaags Syrië met elkaar verbonden. Naar eigen zeggen vindt Gratz inspiratie in het verleden van zijn familie: een van zijn Joodse voorouders emigreerde in de 19e eeuw naar de Verenigde Staten.

## Gepubliceerde werken
- Samurai Shortstop (Dial Books, 2006)
- Something Rotten (Dial, 2007)
- Fantasy Baseball (Dial, 2011)
- Starfleet Academy: The Assassination Game (Simon Spotlight, 2012)
- Prisoner B-3087 (Scholastic, 2013)  Nederlands: De jongen die tien concentratiekampen overleefde (Kluitman Alkmaar, 2017)
- The League of Seven (Tor Forge, 2014)
- The Dragon Lantern: A League of Seven Novel (Tor Forge, 2015)
- Code of Honor (2015) Nederlands: Erecode (Kluitman, 2019)
- The Monster War: A League of Seven Novel (Tor Forge, 2016)
- Projekt 1065 (Scholastic, 2016)  Nederlands: Projekt 1065 (PEPPER Books, 2017)
- Ban This Book (Tor Forge, 2017)
- Refugee (Scholastic, 2017)  Nederlands: Vluchteling (Kluitman, 2017)
- Grenade (Scholastic, 2018)  Nederlands: De laatste granaat (Kluitman, 2023)
- Allies (Scholastic, 2019)  Nederlands: D-day (Kluitman, 2020)
- Resist (Scholastic, 2020)
- Ground Zero (Scholastic, 2021)  Nederlands: 9/11 (Kluitman: 2021)
- Two Degrees (Scholastic, 2022)  Nederlands: Twee graden (Kluitman, 2023)
- Captain America: The Ghost Army (Scholastic, 2023)
- Heroes (Scholastic, 2024)  Nederlands: Pearl Harbor (Kluitman, 2024)